# داگلاس کیمبل
داگلاس کیمبل (انگلیسی: Douglas Kimbell؛ زادهٔ june ۲۲, ۱۹۶۰ (۶۴ سال)) ورزشکار واترپلو اهل ایالات متحده آمریکا است.
وی در مسابقات کشوری و بین‌المللی در مجموع برندهٔ ۱ مدال نقره شده‌است.